# 松口戰鬥
松口戰鬥發生於1926年10月10日－13日，地點則是在中國廣東東部松口鎮一帶，是國民革命軍北伐戰爭中在廣東省進行的戰鬥之一。交戰雙方一方為國民革命軍，另一方為北洋政府駐福建省所轄軍隊。
周蔭人在孫傳芳指示出兵對抗北伐軍後，將他指揮的福建陸軍部隊自閩北分三路南下。東路由福建陸軍第1師主攻，路線為漳浦、平和、雲霄等地南下廣東饒平。中路為北洋陸軍第12師第24旅擴編的福建陸軍第3師（旅長劉俊）、騎兵團（團長李寶珩），由永定進軍，經由峰市進軍廣東松口。西路由福建陸軍第2師師長經由汀州、上杭南下廣東蕉嶺，福建陸軍第4師福建北部擔任總預備隊。總規模大約有3萬人。
國民革命軍在廣東北部的駐防主力則是由第一軍第3師、馮軼裴指揮的第10師、錢大鈞指揮的20師一部（主力駐防廣州）、以及剛投誠的張貞所屬之獨立第4師，總和人數約7,000人。
在該戰役爆發前，由李鳳翔領軍的福建陸軍第2師，下屬之第5旅（旅長曹萬順）、第6旅（旅長杜起雲）在10月8日在廣東省蕉嶺縣向廣東國民政府發電報，宣布投誠。該2旅的叛變是由國民革命軍總司令部參議孫祥夫藉由其私人關係完成，在兩旅改編為第十七軍後，孫祥夫也出任該軍黨代表兼副軍長，這導致周蔭人的西路攻勢基本上被癱瘓。
何應欽判斷周蔭人的主力攻勢為中路，因此決定誘使中路軍深入廣東省境後再直取周蔭人位在永定的指揮部，此為永定戰鬥，該戰鬥順利地破壞了周蔭人位處的指揮所，癱瘓了周蔭人對於戰役的指揮能力。東路軍則在10月初遭到第10師擊退，致此何應欽成功孤立了進入廣東省境內的中路軍，中路軍在10月上旬已進入松口，並在此地駐守，規模約有7,000人。何應欽在此役將第一軍所屬的部隊全數投入，在10月11日發動總攻擊，至10月13日福建陸軍戰力已告竭，因此決定突圍，但大部分部隊決定投降，僅有劉俊與其親信部隊約200人成功突圍。
松口戰鬥後，國民革命軍俘虜營團級以上軍官60人、連級官兵5,700人，繳獲槍枝5,700桿。

## 參看
- 中華民國北洋政府時期內戰戰鬥列表